# Anglesita

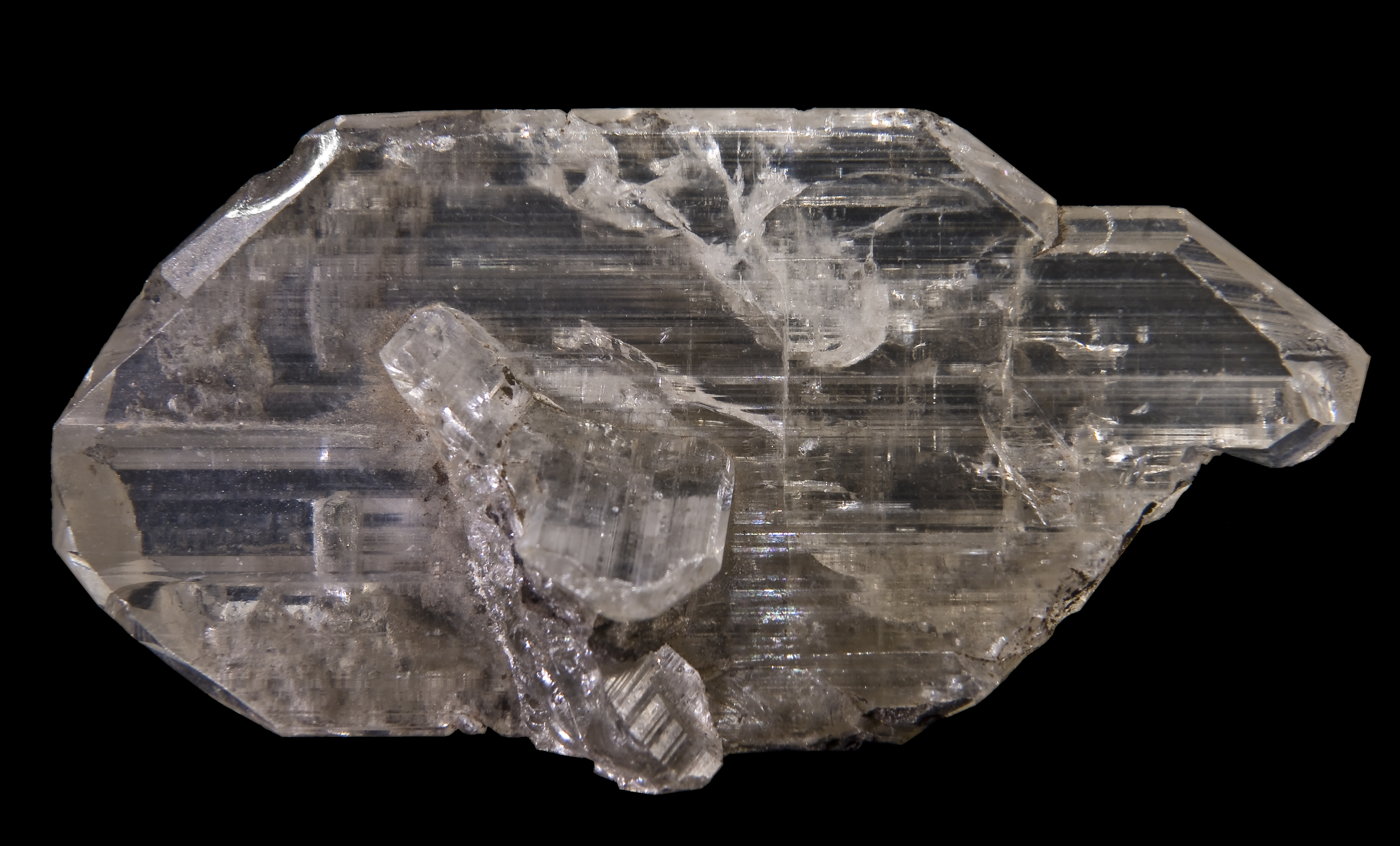
Anglesita.

Anglesita ou anglesite é um mineral sulfato  de   chumbo com fórmula química PbSO4.  Ocorre como um produto de oxidação de minério de sulfeto de chumbo primário, galena. Anglesita ocorre como cristais prismáticos ortorrômbicos e massas terrosas, e é isomorfo com barita e celestina. Em termos de massa, é composto por 74% de chumbo, apresentando uma densidade relativa de 6,3. Sua cor é branca ou cinza com raias amarelas pálidas. Pode ser cinza escuro se impuro.
Foi reconhecido pela primeira vez como uma espécie mineral por William Withering em 1783, que o descobriu na mina de cobre em Anglesey. O nome anglesite, desta localidade, foi dado por François Sulpice Beudant em 1832. Os cristais de Anglesey, que foram encontrados anteriormente abundantemente em uma matriz de limonita maçante são de tamanho pequeno e de forma simples, sendo geralmente limitado por quatro faces de um prisma e quatro faces de uma cúpula. Eles são de cor marrom-amarelada devido a uma mancha de limonita. Cristais de algumas outras localidades, em particular de Monteponi, na Sardenha, são transparentes e incolor,
A anglesita é um mineral de origem secundária, tendo sido formada pela oxidação da galena nas partes superiores das veias minerais onde estas foram afetadas pelos processos de intemperismo.

## Galeria

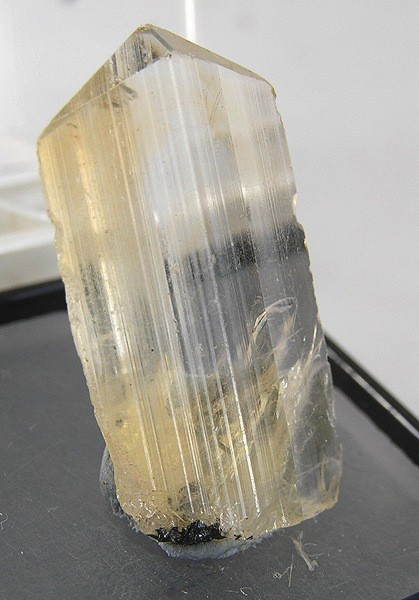
Cristal de anglesita do distrito de Touissit, Marrocos (tamanho: 2,8×1,6×0,5 cm)
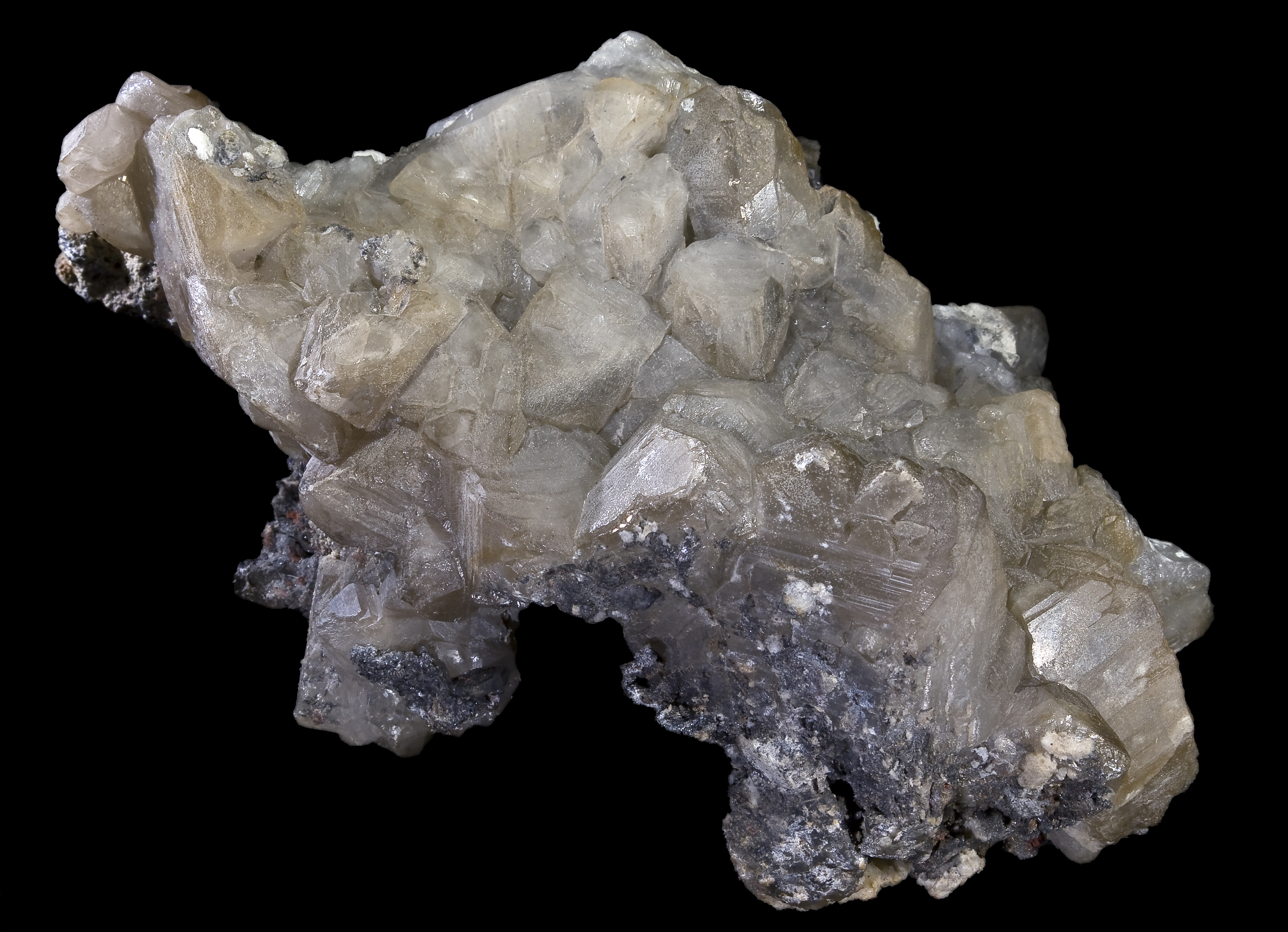
Angelista da mina de Monteponi (tamanho: 15,3x7cm)
Diagrama da anglesita ilustrando sua forma cristalina ortorrômbica